# دنیلا چکارلی
دنیلا چکارلی (ایتالیایی: Daniela Ceccarelli؛ زادهٔ ۲۵ سپتامبر ۱۹۷۵) اسکی‌باز آلپاین اهل ایتالیا بود.